# Хрисанфий
Хриса́нфий (др.-греч. Χρυσάνθιος, IV век) — античный философ-неоплатоник, представитель Пергамской школы неоплатонизма, ученик Эдесия.
По сообщениям Евнапия, Хрисанфий происходил из Сард из знатного рода. Хрисанфий воспитывал самого Евнапия с раннего детства и собственно посоветовал ему составить жизнеописания философов. Хрисанфий был одним из первых учеников Эдесия и тоже одним из первых наставников молодого Юлиана. Как и Максим Эфесский, отличался склонностью к практической магии. Философию он любил с самой юности и в этой области был разносторонне начитан. Обладал необычайными способностями в истолковании оракулов богов и отказался от предложения приехать к Юлиану в Константинополь из-за дурных предзнаменований.
Хрисанфий был верховным жрецом Лидии, при чем отличался большой мягкостью и религиозной терпимостью. В личной жизни, в отличие от Максима Эфесского, был приветлив, доступен и весьма скромен; «собственную бедность… переносил легче, чем другие переносят своё богатство… никогда не употреблял в пищу свинину, а прочее мясо — чрезвычайно редко». Хрисанфий дожил до преклонного возраста (свыше восьмидесяти лет) и написал большое число книг, «больше, чем могут прочитать другие». Евнапий с большой благодарностью вспоминает, какое глубокое и радостное обучение он, Евнапий, получал у Хрисанфия.